# سليولوز مسترجع

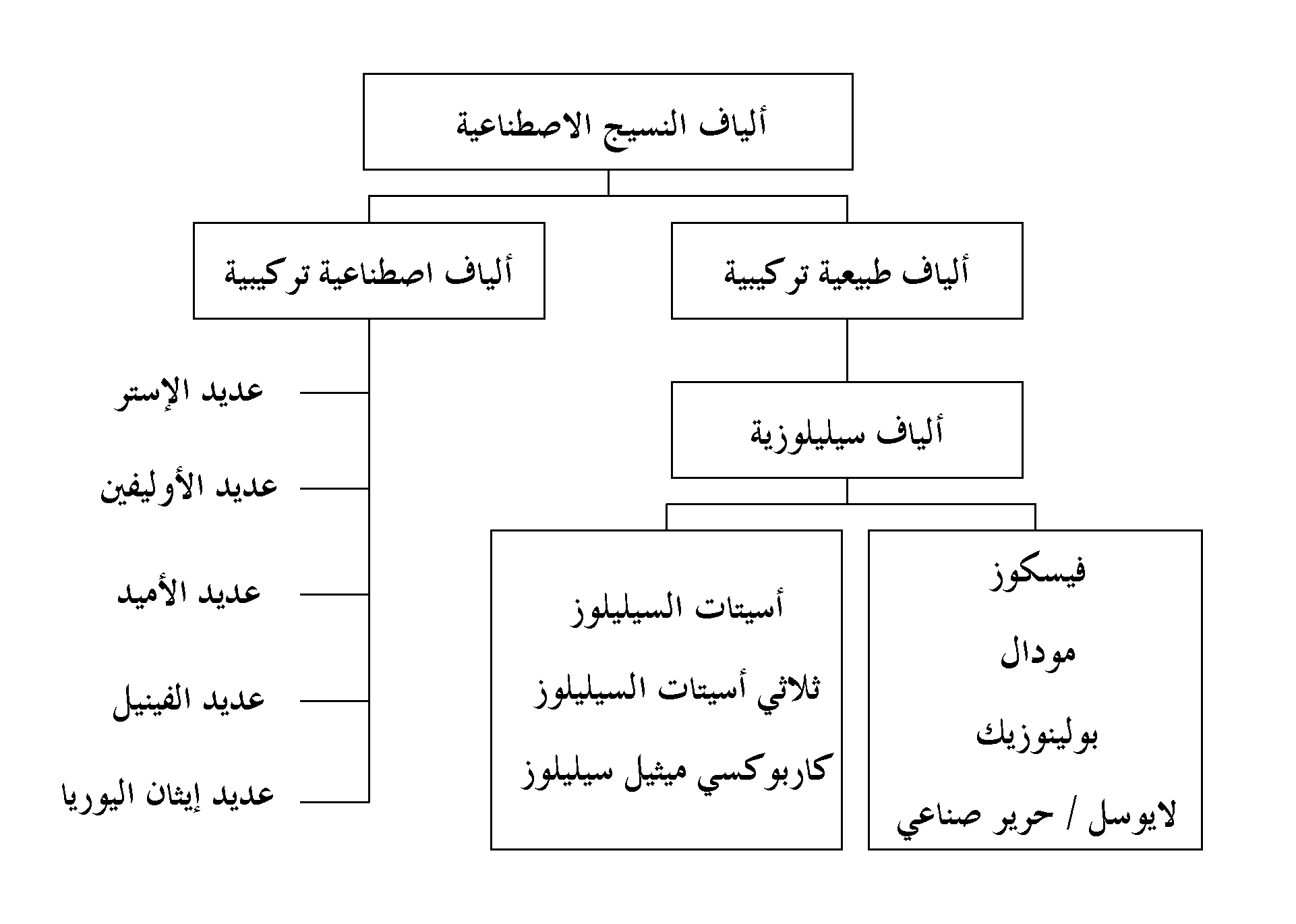
تصنيف الألياف الاصطناعية يبين مكانة الألياف السيليلوزية

ألياف السيليلوز المسترجع (بالإنجليزية: Regenerated cellulose)‏ هي ألياف اصطناعية، تشير إلى ألياف لا تشبه السيلولوز الأصلي (القطن)، وله درجة بلمرة أقل من القطن، وبالتالي له خصائصه مختلفة. أمثلة عن هذه الألياف : الفيسكوز، ألياف الأسيتات، والحرير الصناعي (ألياف أكسيد النحاس) (بالإنجليزية: Cupro fibers)‏.
هي مادة في حالتها الأولية مكونة من السيلولوز ولكنه محول إلى مركب كيميائي بإحدى مراحل الإنتاج، قبل أن تظهر بشكل سيلولوز في المرحلة الأخيرة.